# Landes de Gascogne
De Landes de Gascogne (Landes betekent heidevelden) is een natuurgebied en regionaal natuurpark van ongeveer 14.000 km² in het zuidwesten van Frankrijk.
Het beslaat een groot deel van de departementen Landes en Gironde en een deel van Lot-et-Garonne, in de historische provincie Gascogne. Het is grotendeels een kussentjesmos-dennenbos en bestaat vrijwel geheel uit aangeplant industriebos.
Tot in de 19e eeuw, toen het gebied nog Landes de Bordeaux werd genoemd, was het bijzonder dunbevolkt en begroeid met struikgewas en heide. Het bos werd dan ook aangelegd in een poging de plaatselijke economie nieuw leven in te blazen. Hout en papier zijn de voornaamste producten van de lokale economie. Vroeger werd er ook veel hars gewonnen, maar dit product is grotendeels door kunstharsen van de markt verdrongen. Tegenwoordig bestaat het gebied voor 66 % uit naaldbos en voor 18 % uit landbouwgebied.
Ecologisch gezien bestaat dit bos vooral uit een monocultuur van dennen (vooral zeeden) waar in de 21e eeuw vragen bij gesteld worden zoals gevoeligheid voor plagen (schimmels en insecten zoals de dennenprocessierups), vatbaarheid voor verdroging en bosbranden door de onderbegroeiing en het hars. Er zijn voorstellen om de monocultuur om te vormen tot een meer gemengd bos om die problemen tegen te gaan.

## Bosbranden
Tijdens code rood voor gevaar op bosbranden geldt er een verbod op het gebruik van alle bospaden en alle fietswegen in de 159 bosrijke gemeenten van de Gironde. Dat verbod geldt ook voor het deel van de Europese fietsroute EuroVelo 3 dat door dit gebied gaat.
In juli 2022 woedden er, na een jaar met droogte en verergerd door een hittegolf, grote bosbranden bij Landiras en bij La Teste-de-Buch waarbij respectievelijk 120 en 70 vierkante kilometer afbrandde.

## Forêt des Landes
Het grootste gedeelte van de Landes de Gascogne bestaat uit het Forêt des Landes, een bosgebied van 9.740 km². Het bosgebied is voor ongeveer 9 % verdeeld over het kustduin en voor de resterende 91 % over de zandvlakte van het "Landesplateau" dat landinwaarts ligt.

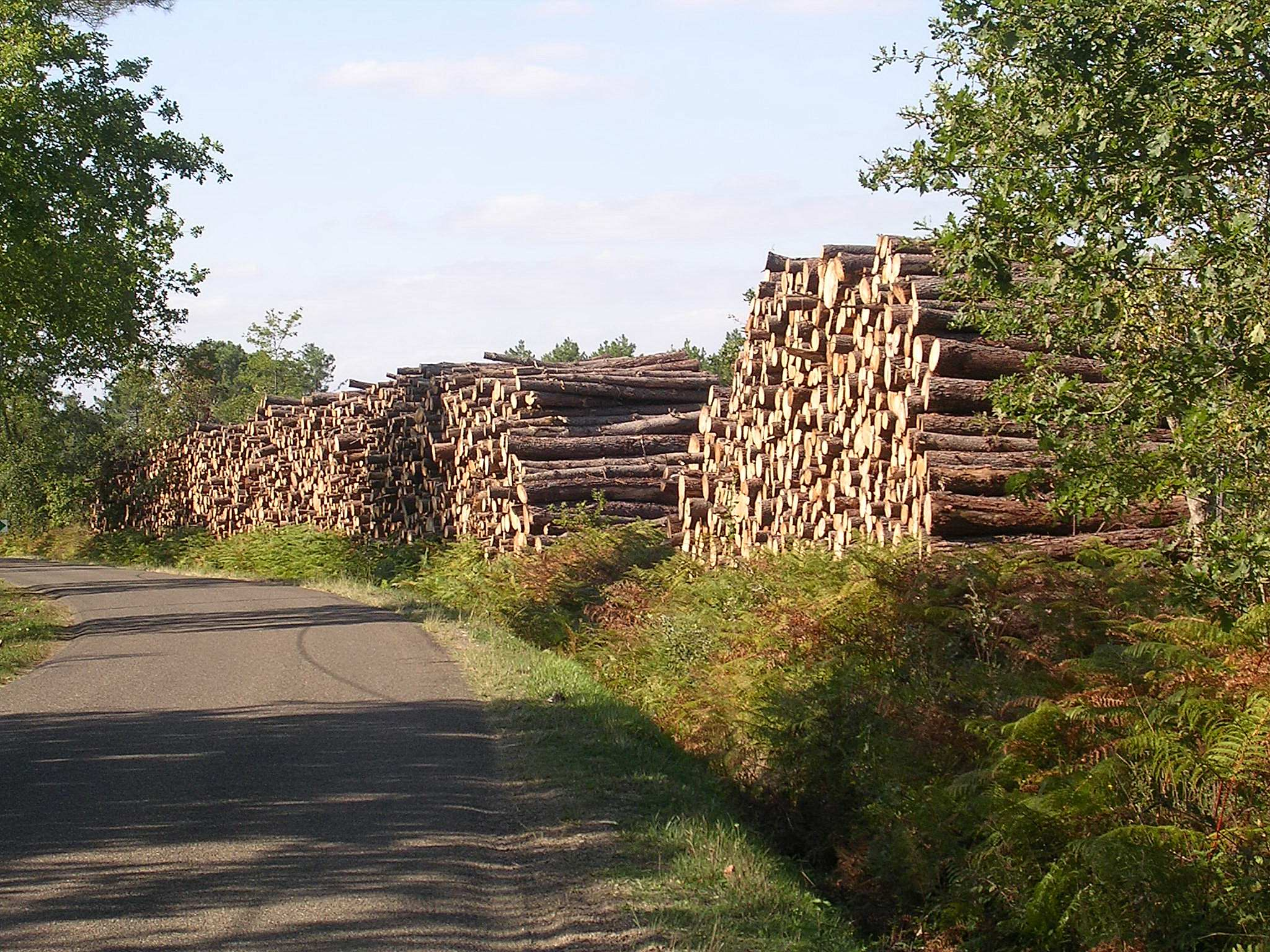
Houtproductie bij Saint-Perdon
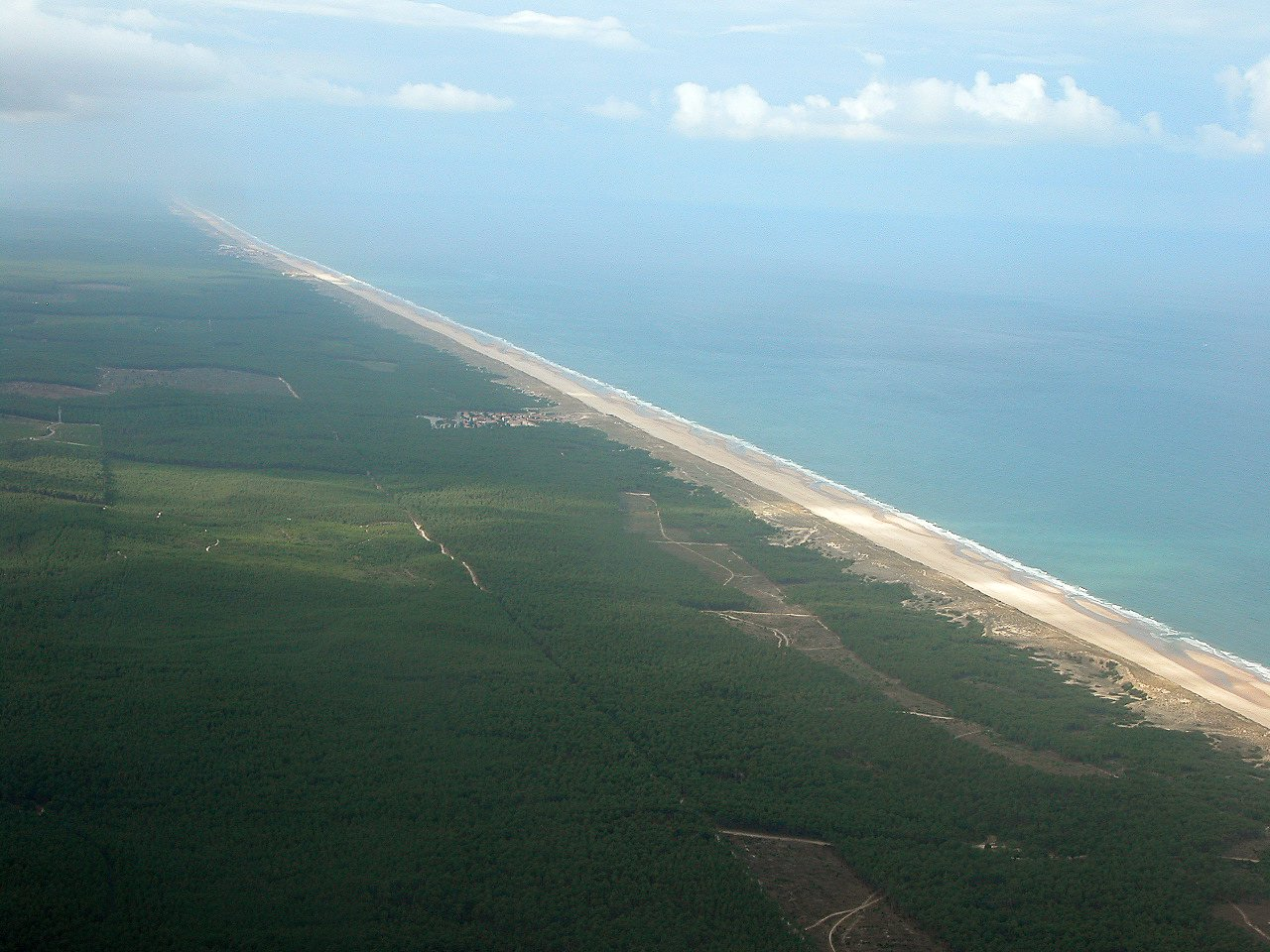
De kust van de Médoc
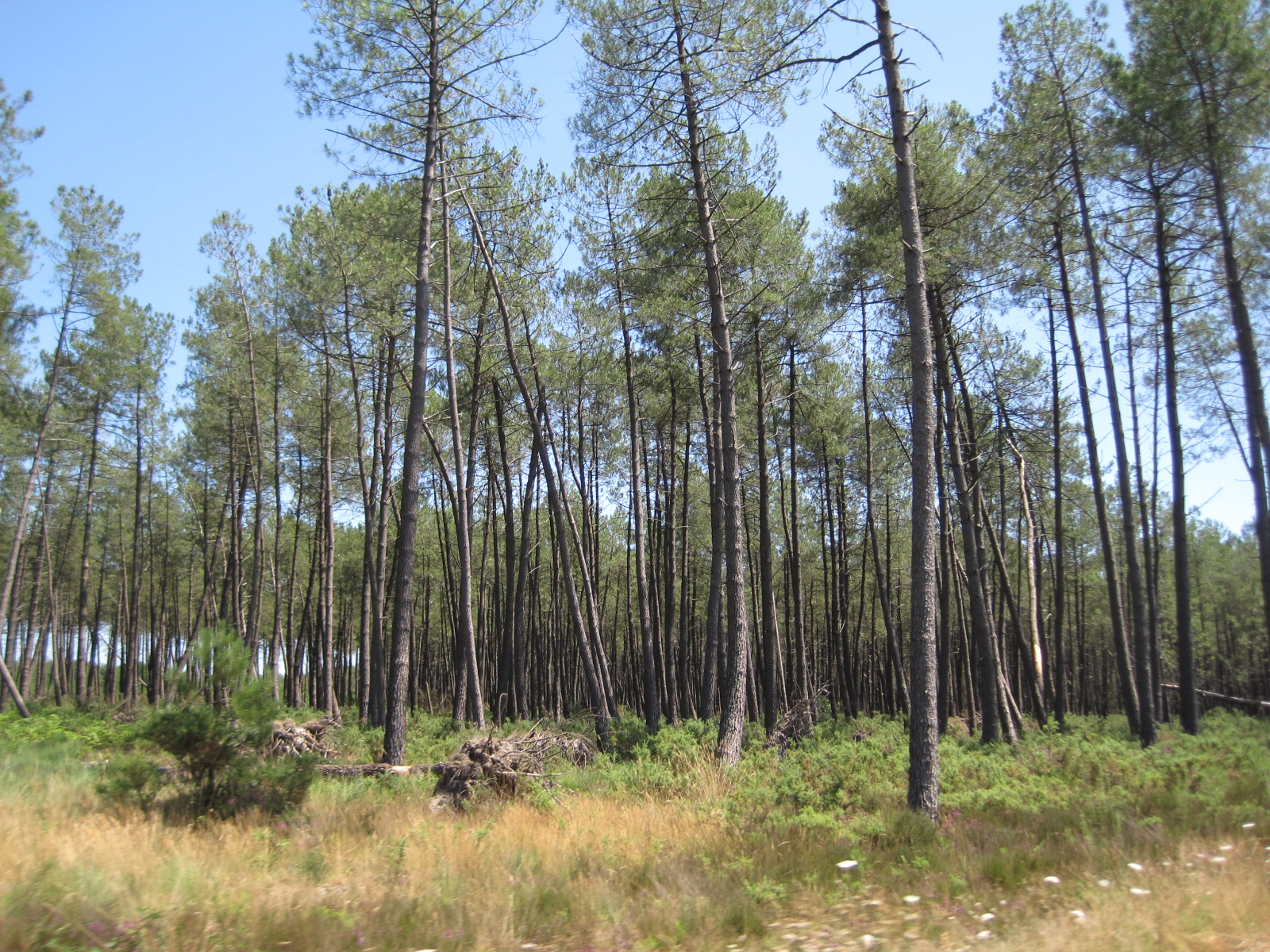
De plantagebossen bestaan voornamelijk uit zeedennen